# Anticucho
 Der er for få eller ingen kildehenvisninger i denne artikel, hvilket er et problem. Du kan hjælpe ved at angive troværdige kilder til de påstande, som fremføres i artiklen.

Anticuchos er grillede kød- og grøntsagsspyd, der som spise er udbredt i store dele af Sydamerika. Grillspydene kan spises som tilbehør eller for sig selv, og er en nationalt anerkendt spise i Chile og Peru.
| Mad og drikke | Spire Denne artikel om mad og drikke er en spire som bør udbygges. Du er velkommen til at hjælpe Wikipedia ved at udvide den. |